# Sultanat de Reer Odweyne
El sultanat de Reer Odweyne fou un estat que va existir als segles xix i xx, format pel clan dels habar yoonis sota la direcció de la branca vella de la família dels Abdalle Ismaciil. La capital era Reer Odweyne i ocupava la moderna regió d'Odweyne al sud de Berbera, a la zona fins a la frontera amb Etiòpia.
Actualment la família Reer Sugule té el títol d'emirs.
El sultanat va sorgir el 1825, quan una part dels habar yonis, dirigits pel qadif Basha (Shermaarke Saalax Basha, nascut el 1790-mort el 1861), van sotmetre Zaylac (Zeila), a l'oest governat fins llavors per un àrab anomenat Sayyid Muhammad al-Barr o Muhammed al-Bari (Maxamed Al Baari), governador per compte del xaris de la Merca (i doncs governador otomà). Aquest va rebre el títol de qadif al-soomaal de part de Cabdixamiid Baasha i es va casar amb dues esclaves àrabs i una turca, establint l'anomenat govern de Zaylac (Zeila i Awdal) sota l'autoritat del sultà de Reer Odweyne posant fi a la sobirania otomana.